# 北門庄
北門庄為臺灣日治時期1920年至1945年間存在之行政區，轄屬台南州北門郡，但郡治不位在北門庄，而是位在佳里街。北門庄在二戰後成為臺南縣北門鄉，在2010年隨著臺南縣市升格改為台南市北門區至今。

## 行政區劃
北門地區在清治時期隸屬學甲堡，於日治時期1896年4月隸屬於臺南縣嘉義支廳。1897年5月，改隸於嘉義縣鹽水港辨務署。1898年6月，改隸於臺南縣鹽水港辨務署。1901年11月，改隸於鹽水港廳北門嶼支廳。1904年4月，鹽水港廳實施街庄整併，北門地區整併為4庄，成為日後大字的雛形。1909年10月，改隸於臺南廳北門嶼支廳。
1920年9月1日，原堡里之行政區廢除，街庄改為大字；學甲堡之北門嶼庄、蚵藔庄、渡仔頭庄、溪底藔庄等4個庄合併為「北門庄」，街庄名稱的「仔」改為「子」，「藔」改為「寮」、「北門嶼」改為「北門」；轄域內分為北門、蚵寮、渡子頭、溪底寮等4個大字，「溪底寮」大字下有二重港、三寮灣小字名。
| 1901年(鹽水港廳時期) | 1901年(鹽水港廳時期)                   | 1909年(臺南廳時期) | 1909年(臺南廳時期) | 1920年(臺南州時期) | 1920年(臺南州時期) | 1945年(戰後) |
| -------------------- | -------------------------------------- | ------------------ | ------------------ | ------------------ | ------------------ | ------------ |
| 北門嶼區             | 北門嶼庄、舊埕庄、井仔腳庄、灰磘港庄   | 北門嶼區           | 北門嶼庄           | 北門庄             | 北門               | 北門鄉       |
| 北門嶼區             | 西埔內庄、北槺榔庄、蚵藔庄             | 北門嶼區           | 蚵藔庄             | 北門庄             | 蚵寮               | 北門鄉       |
| 溪洲仔藔區           | 雙春庄、新圍仔庄、渡仔頭庄、北馬庄     | 北門嶼區           | 渡仔頭庄           | 北門庄             | 渡子頭             | 北門鄉       |
| 中洲區               | 三藔灣庄、蘆竹溝庄、溪底藔庄、二重港庄 | 中洲區             | 溪底藔庄           | 北門庄             | 溪底寮             | 北門鄉       |

## 庄長
- 王經綸（1920年12月至1928年）
- 王烏硈（1929年至1933年）
- 陳三吉（1934年至1941年）
- 夏賀姓作（1942年至1945年）[3]

## 交通
- 明治製糖鐵路：學甲至二重港
- 北門輕鐵株式會社鐵路：北門至二重港[4]

## 設施
- 北門庄役場
- 總督府專賣局北門出張所[4]
- 總督府關稅北門監視署[4]
- 北門郵便局[4]
- 臺灣製鹽株式會社北門出張所[4]
- 大日本鹽業株式會社安平出張所北門分所[4]
- 北門嶼信用組合[4]（北門區農會前身）
- 北門鹽場

## 學校
- 臺南尋常高等小學校 北門嶼分教場→北門尋常小學校→北門國民學校（原址現為北門區公所）
- 北門嶼公學校→北門公學校→北門南國民學校（今北門國小）
- 北門嶼公學校蚵寮分教場→蚵寮公學校→蚵寮國民學校（今蚵寮國小）
- 北門公學校溪底寮分教場→溪底寮公學校→溪底寮國民學校（今文山國小）
- 蚵寮國民學校渡子頭分離教室（今錦湖國小）[3]